# Хосокава Харумото
Хосокава Харумото (*細川 晴元, 1514 — 24 березня 1563) — даймьо і канрей періоду Сенґоку.

## Життєпис
Походив з впливового самурайського роду Хосокава. Син даймьо Хосокава Сумімото. Народився 1514 року. На цей час батько втратив позицію голови клану Хосокава. Після цього декілька разів намагався відібрати владу у брата Хосокава Такакуні, але марно.
1520 року після смерті батька Харумото отримав права на головування в своєму клані. Проте вимушений був переховуватися на о. Сікоку. Згодом дістав підтримку Мійосі Мотонагі. У 1527 році спільно з Мійосі Мотонага вигнав Хосокава Такакуні з Кіото. У 1531 році у битві біля Амагасекі Харумото завдав нищівної поразки Такакуні, невдовзі останній здійснив сеппуку. Слідом за цим Хосокава Харумото вбив Хоросава Танекуні, сина Такакуні.
1532 року Хосокава Харумото підступно вбив Мійосі Мотонагу, побоюючись його зростаючої влади. В результаті під владою Харумото виявилися провінції Ямашіро, Ямато, Каваті, Ідзумі і Сеццу. 1536 року стає канреєм.
У 1543 році Хосокава Удзіцуна, названий син Такакуні, повстав проти Харумото. 1545 року останній завдав ворохобникові поразки у битві біля Удзі (неподалік Кіото). У 1549 році один з найсильніших полководців і найвпливовіших радників Харумото, Мійосі Нагайосі, перейшов на бік Удзіцуни. Хосокава Харумото було повалено й разом з сьогуном Асікаґа Йосітеру і його батьком Асікаґа Йосіхару вигнано до провінції Омі.
Харумото і Йосітеру намагалися боротися з Нагайосі. 1552 року вдалося завдати тому поразки, проте вже 1558 року Хосокава Харумото зазнав поразки від Мійосі. 1561 року Хосокава Харумото зазнав остаточної поразки, примирився з Мійосі Нагайосі і відійшов від справ. Невдовзі Харумото тяжко захворів і помер в 1563 році. Слідом за цим в клану Хосокава почалася боротьба за владу, внаслідок чого той втратив будь-який вплив.